# Ronaël Pierre-Gabriel
Ronaël Pierre-Gabriel, né le 13 juin 1998 à Paris, est un footballeur français qui évolue au poste de défenseur latéral au Dinamo Zagreb.

## Biographie
Ronaël Pierre-Gabriel naît et passe son enfance dans le 18e arrondissement de Paris. Il fait notamment ses débuts à L’ES Parisienne, club du même arrondissement.  

### Carrière en club
Ronaël Pierre-Gabriel rejoint le centre de formation de football de Paris en 2012. Deux ans plus tard et après des essais à l'AS Saint-Étienne et à l'Inter Milan, il rejoint le club du Forez.
Il joue son premier match avec l'équipe première en novembre 2015. Il signe son premier contrat professionnel d'une durée de trois ans à la fin de la saison 2015-2016,. Il prolonge ce contrat jusqu'en 2021 en novembre 2016.
Lors de la saison 2017-2018 il joue 16 matches dont 13 en tant que titulaire.
Le 9 juillet 2018, il s'engage pour cinq saisons avec l'AS Monaco. Peu utilisé par Leonardo Jardim, il s'engage pour cinq ans avec le FSV Mayence le 13 juin 2019.

### Carrière en sélection
Après des prestations remarquables en championnat notamment contre Bastia et Dijon, il est convoqué pour la première fois en équipe de France U18 le 24 mars 2016 pour participer au tournoi Elite Euro 2017.
Blessé, il ne participe pas à la coupe du monde des moins de 20 ans 2017 qui se déroule à Séoul.

## Statistiques
| Saison                | Club                     | Championnat           | Championnat | Championnat | Championnat | Coupe nationale | Coupe nationale | Coupe nationale | Coupe de la Ligue | Coupe de la Ligue | Coupe de la Ligue | Compétition(s) continentale(s) | Compétition(s) continentale(s) | Compétition(s) continentale(s) | Compétition(s) continentale(s) | Total | Total | Total |
| Saison                | Club                     | Division              | M.          | B.          | P.d.        | M.              | B.              | P.d.            | M.                | B.                | P.d.              | Comp.                          | M.                             | B.                             | P.d.                           | M.    | B.    | P.d.  |
| 2015-2016             | AS Saint-Étienne         | Ligue 1               | 5           | 0           | 0           | 2               | 0               | 0               | 1                 | 0                 | 0                 | C3                             | -                              | -                              | -                              | 8     | 0     | 0     |
| 2016-2017             | AS Saint-Étienne         | Ligue 1               | 14          | 0           | 0           | -               | -               | -               | -                 | -                 | -                 | C3                             | -                              | -                              | -                              | 14    | 0     | 0     |
| 2017-2018             | AS Saint-Étienne         | Ligue 1               | 16          | 0           | 0           | 1               | 0               | 0               | -                 | -                 | -                 | -                              | -                              | -                              | -                              | 17    | 0     | 0     |
| Sous-total            | Sous-total               | Sous-total            | 35          | 0           | 0           | 3               | 0               | 0               | 1                 | 0                 | 0                 | -                              | -                              | -                              | -                              | 39    | 0     | 0     |
| 2018-2019             | AS Monaco                | Ligue 1               | 4           | 0           | 0           | -               | -               | -               | -                 | -                 | -                 | C1                             | -                              | -                              | -                              | 4     | 0     | 0     |
| Sous-total            | Sous-total               | Sous-total            | 4           | 0           | 0           | -               | -               | -               | -                 | -                 | -                 | -                              | -                              | -                              | -                              | 4     | 0     | 0     |
| 2019-2020             | FSV Mayence              | Bundesliga            | 8           | 0           | 0           | -               | -               | -               | -                 | -                 | -                 | -                              | -                              | -                              | -                              | 8     | 0     | 0     |
| Sous-total            | Sous-total               | Sous-total            | 8           | 0           | 0           | -               | -               | -               | -                 | -                 | -                 | -                              | -                              | -                              | -                              | 8     | 0     | 0     |
| 2020-2021             | Stade brestois 29 (prêt) | Ligue 1               | 29          | 1           | 0           | 2               | 0               | 0               | -                 | -                 | -                 | -                              | -                              | -                              | -                              | 31    | 1     | 0     |
| 2021-2022             | Stade brestois 29 (prêt) | Ligue 1               | 30          | 0           | 1           | 1               | 0               | 1               | -                 | -                 | -                 | -                              | -                              | -                              | -                              | 31    | 0     | 2     |
| Sous-total            | Sous-total               | Sous-total            | 59          | 1           | 1           | 3               | 0               | 1               | -                 | -                 | -                 | -                              | -                              | -                              | -                              | 62    | 1     | 2     |
| 2022-2023             | RC Strasbourg (prêt)     | Ligue 1               | 14          | 0           | 0           | 1               | 0               | 0               | -                 | -                 | -                 | -                              | -                              | -                              | -                              | 15    | 0     | 0     |
| Sous-total            | Sous-total               | Sous-total            | 14          | 0           | 0           | 1               | 0               | 0               | -                 | -                 | -                 | -                              | -                              | -                              | -                              | 15    | 0     | 0     |
| 2022-2023             | RCD Espanyol (prêt)      | La Liga               | 8           | 1           | 0           | -               | -               | -               | -                 | -                 | -                 | -                              | -                              | -                              | -                              | 8     | 1     | 0     |
| Sous-total            | Sous-total               | Sous-total            | 8           | 1           | 0           | 0               | 0               | 0               | 0                 | 0                 | 0                 | -                              | 0                              | 0                              | 0                              | 8     | 1     | 0     |
| 2023-2024             | FC Nantes                | Ligue 1               | 11          | 0           | 0           | -               | -               | -               | -                 | -                 | -                 | -                              | -                              | -                              | -                              | 11    | 0     | 0     |
| Sous-total            | Sous-total               | Sous-total            | 11          | 0           | 0           | 0               | 0               | 0               | 0                 | 0                 | 0                 | -                              | 0                              | 0                              | 0                              | 11    | 0     | 0     |
| Total sur la carrière | Total sur la carrière    | Total sur la carrière | 139         | 2           | 1           | 7               | 0               | 1               | 1                 | 0                 | 0                 | -                              | 0                              | 0                              | 0                              | 147   | 2     | 2     |